# Typ 5 Ke-Ho
Typ 5 Ke-Ho – japoński czołg lekki, którego prototyp powstał w 1944 roku. Konstrukcja tego czołgu była oparta na starszych wozach Typ 2 Ke-To i Typ 98 Ke-Ni, wykorzystano także elementy zawieszenia czołgu średniego Typ 97 Chi-Ha. Czołg Typ 5 Ke-Ho nie był produkowany seryjnie.